# روتا میلوتایت

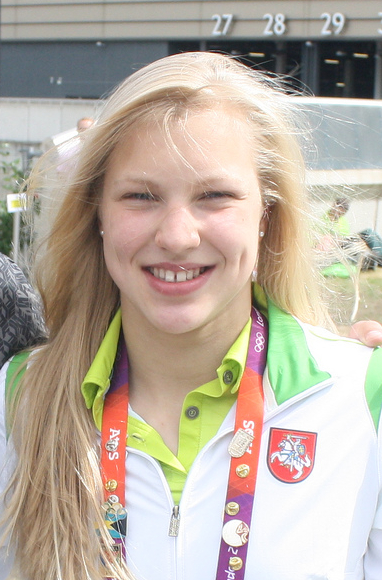
عکسی از این شناگر

روتا میلوتایت (متولد ۱۹ مارس ۱۹۹۷) یک شناگر لیتوانی است. در ۱۵ سالگی، او نه رکود شناگران زن لیتوانی را شکسته است. در بازی‌های المپیک تابستانی ۲۰۱۲ لندن، میلوتایت در ۱۰۰ متر شنای قورباغه زنان با زمان ۱:۰۵.۴۷ صاحب مدال طلا شد.